# Régiment d'assaut « Tsunami »
Le régiment d'assaut « Tsunami », de son nom complet régiment d'assaut de la police nationale ukrainienne « Tsunami » (en ukrainien : Штурмовий полк Національної поліції України «Цунамі»), est la deuxième unité paramilitaire du département de police à vocation spéciale de la brigade d'assaut de la police nationale « Rage »,,

## Historique

### Invasion russe de l'Ukraine

#### Création et bataille de Mykolaïv
Le régiment est créé le 24 février 2022, le premier jour de l’invasion de l'Ukraine par la Russie, par l'incorporation d'anciens agents des forces de l'ordre : agents de patrouille, agents de police et d'agents de sécurité. Le régiment suit ensuite un mois de formation au combat en tant que forces spéciales,. Le régiment inclut notamment le bataillon Tavr qui est caserné à Mykolaïv alors que les forces russes se dirigent vers la ville. L'unité défend avec succès la ville durant le mois de mars. D'avril à juin 2022, sur le territoire de la région d'Odessa, l'unité organise et participe à 22 opérations de contre-sabotage opérationnelles et de combat pour identifier les groupes de sabotage et de reconnaissance ennemis et leurs probables complices. Au cours de la période spécifiée, des caches d'armes, de munitions, de moyens de communication et d'autres équipements ont été découvertes, et des mesures de filtrage sont prises pour identifier les collaborateurs qui diffusaient du contenu anti-ukrainien sur les réseaux sociaux dans le but d'aggraver la situation de conflit dans la région, d'inciter à l'hostilité interethnique et interethnique et de justifier les actions criminelles de l'ennemi.

#### Contre-offensive de Kherson (juillet - novembre 2022)
Le 17 juillet 2022, la brigade participe à des combats d'élargissements de tête de pont sur le territoire occupé de Lozove, dans l'Oblast de Kherson sur la rive orientale de la rivière Inhoulets. Au cours des affrontements, les combattants vainquent l’élite des forces armées russes lors d’une fusillade au corps à corps. Ils parviennent à détruire un véhicule blindé et quinze parachutistes de la 83e brigade d'assaut aéroporté de la Garde. Grâce aux actions de l'unité, les ukrainiens ont tenu la lcoalités jusqu'à l'approche des forces auxiliaires. Cela a permis aux troupes des forces armées ukrainiennes d’avancer sans entrave plus facilement lors de la contre-offensive. 
Fin août 2022, le régiment participe à la seconde bataille de Kherson. Déployée initialement à Doudtchany dans le Raïon de Beryslav, secteur de combat de Kryvyï Rih, l’unité combat ensuite sur la tête de pont que forme le méandre de la rivière Inhoulets à Bila Krynytsia et donne l’assaut au village de Bilohirka (uk), secteur de combat de Davydiv Brid le 10 septembre en compagnie d'une brigade de marine ; le village est libéré le 12,. Du 3 septembre 2022 au 10 novembre 2022, le bataillon mène des opérations d'assaut dans les régions de Mykolaïv et de Kherson, ainsi que des mesures de contre-sabotage, de recherche et de prévention opérationnelle sur le territoire de 10 localités - Lozovoe, Bilohyrka, Blagodatovka, Ishchenko, Kalynivs'kyi, Bobrovy Kut, Yevhenivka, Vasylivka, Pavlovka et Ivano-Kepino, et a participe directement à la libération du village de Davydiv Brid et de la ville de Kherson. 
Le 11 novembre, ils entrent finalement dans Kherson libérée. Lors d'un interview avec la journaliste ukrainienne Tatiana Bodnia en janvier 2023, le commandant Hostichtchev dira à propos de cette libération : « Je me souviens que lorsque nous sommes entrés dans Kherson, toute la ville était couverte de panneaux publicitaires annonçant que la Russie était là pour toujours. Et les gens circulaient dans la ville avec des drapeaux ukrainiens. Des sentiments incroyables. ». 

#### Intégration dans la brigade Lyut et contre-offensive ukrainienne de 2023, secteur de Bakhmout
Le 6 février 2023, le bataillon est réorganisé en régiment n° 2 du département de police des forces spéciales (régiment d'assaut « Tsunami ») du département de police des forces spéciales « Brigade d'assaut conjointe de la police nationale d'Ukraine « Lyut ».
L’unité participe à la contre-offensive ukrainienne dans le secteur de Bakhmout. Avec la 80e brigade d'assaut aérien et la 5e brigade d'assaut, elle libère, le 17 septembre 2023, les ruines du village de Klichtchiïvka,. Des membres de l’unité, arborant fièrement les drapeaux de l’unité, de l’Ukraine et de la brigade, posent devant les ruines de l’église du village,. Les représentants des trois unités présentes réalisent également une vidéo géolocalisable, arborant non pas les drapeaux des bataillons, mais ceux des brigades auxquelles appartiennent ces trois bataillons. Le 17 septembre 2023, le Président Zelensky, dans son point quotidien, félicite les membres des trois brigades pour la libération de la localité.
Les soldats de Klichtchiïvka, pour désigner les deux positions de tir de la localité, leur ont donné les codes respectifs de « Macron » et « BHL », en hommage à l’efficacité des armes françaises sur ce théâtre d’opération et à la visite sur ce front, dans les tranchées, de Bernard-Henri Lévy, quelques jours avant l’assaut.

#### Frappes russes sur le camp «Victoria»
Le 15 mars 2024, le casernement provisoire du régiment, situé sur le terrain de l’ancien centre pour enfants « Victoria » au 93 de la rue Dacha Kovalevsky dans le raïon Kyivskyi (uk) d'Odessa, est la cible de deux frappes de missiles russes Iskander-M.
La première attaque a lieu à 11 h 1 et la seconde à 11 h 37, au moment où les équipes de secours s’efforcent de retrouver des survivants dans les ruines,. Les deux attaques font huit morts parmi l’unité, 11 parmi les civils et deux sauveteurs. En outre, 75 personnes, dont 9 secouristes, sont blessées,.
Outre les dommages au bâtiment occupé par les membres du régiment, les deux frappes détruisent les bâtiments du centre, dont l’immeuble de trois étages, et les bâtiments résidentiels alentour. 60 domiciles privés sont endommagés, dont 10 complètement détruits. Le gazoduc basse pression de la rue Dacha Kovalevsky, détruit au niveau de la frappe, déclenche un incendie et une station-service automobile est également détruite,.
Le ministère de la Défense de la fédération de Russie revendique la frappe et précise que les unités « Lyout » et « Tsunami » étaient les cibles.

#### Seconde offensive sur Karkiv et bataille de Toretsk (depuis mai 2024)
Le 10 mai 2024, les forces russes lancent une nouvelle offensive sur Kharkiv. Le régimen est envoyé quelques jours plus tard en dans la zone avec différentes unités pour ralentir les forces russes. Leurs actions permet de stopper les Russes dans la ville de Vovtchansk. En juillet-août dans le secteur de Pokrovsk, notamment devant Selydove, combattant pour les localités de Kalynove Pychne et Karlovka avant de se replier àMykhailivka et être relayé par la 14e brigade d'assaut Tchervona Kalyna. En novembre, régiment rejoint sa brigade engagé dans de violents combats urbains dans Toretsk depuis 6 mois.

### Chefs de corps
- 24 février 2022 - 15 mars 2024 : Commandant Oleksandr Yevhenovytch Hostichtchev [3]
- 15 mars 2024 -

## Structure

### Ordre de bataille en 2024
- État-major du régiment ;
  -  Bataillon d'assaut Tavr ;
  -  1er bataillon d'assaut ;
  -  2e bataillon d'assaut ;
  -  3e bataillon d'assaut ;
  -  Peleton médical ;

## Traditions

Insignes de l'unité
2023
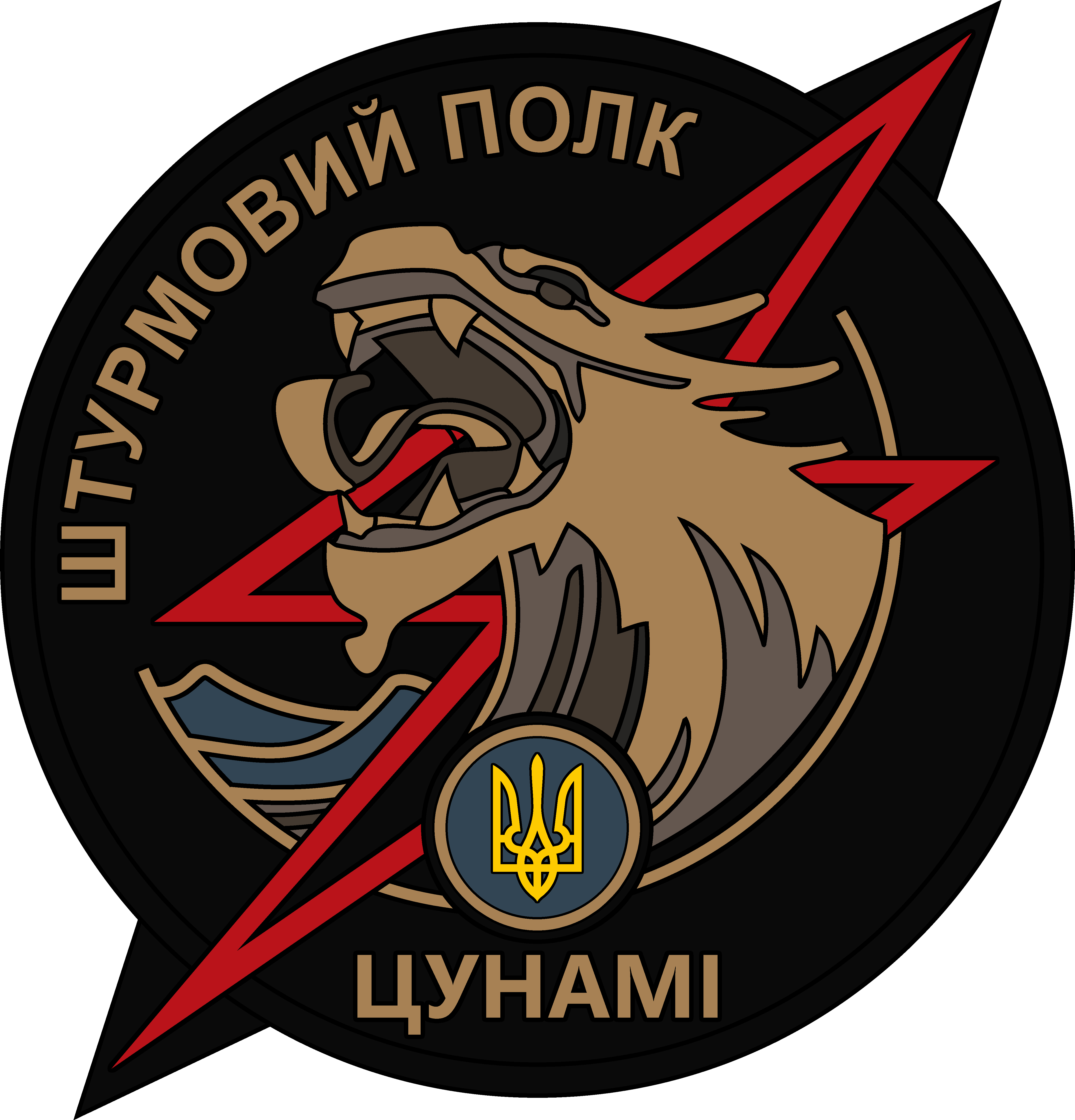
2024

## Pertes du régiment
- Commandant Oleksandr Yevhenovytch Hostichtchev - Frappes russes sur le camp « Victoria » le 15 mars 2024 - décoré de l'ordre de Bohdan Khmelnitsky de 3e classe [13],[17],[18].
- Serhiy Mykolaïovytch Tetioukhine (ex-premier adjoint au maire d'Odessa) - Frappes russes sur le camp « Victoria » le 15 mars 2024[13],[18]
- officier Dmytro Oleksandrovych Abramenko  - Frappes russes sur le camp « Victoria » le 15 mars 2024[13],[18]
- officier Viktor Ivanovytch Melnyk - Frappes russes sur le camp « Victoria » le 15 mars 2024[19]
- caporal Vitaliy Anatoliyovytch Moskovtchouk - Frappes russes sur le camp « Victoria » le 15 mars 2024[20]
- officier Ivan Valentynovytch Svyd - Frappes russes sur le camp « Victoria » le 15 mars 2024[21]
- officier Roman Volodymyrovytch Fedorenko  - Frappes russes sur le camp « Victoria » le 15 mars 2024[22]
- caporal Serhiy Oleksandrovytch Komenko - Frappes russes sur le camp « Victoria » le 15 mars 2024[23]
- lieutenant Andriy Potichny - Combats du village de Klichiivka le 18 septembre 2023[24]